# Premontreia distans
Pachyscyllium distans, Scyllium distans
Ne doit pas être confondu avec Scyliorhinus distans.
Espèce
Synonymes
- Pachyscyllium distans,
- Scyllium distans

Premontreia distans est une espèce fossile de requins de la famille des Scyliorhinidae et du genre Premontreia. 
Il s'agit d'une espèce proche des roussettes. L'espèce actuelle correspondante ou affine est Scyliorhinus canicula.

## Classification
L'espèce Scyllium distans est initialement décrite par Josef Probst (d),.

### Renommages
L'espèce Scyllium distans est renommée en 2015 Pachyscyllium distans par Reinecke and Radwanski,.
L'espèce Pachyscyllium distans (ou Scyllium distans est renommée 2020 Premontreia distans par J. A. Villafaña, G. Marramà, S. Klug, J. Pollerspöck, M. Balsberger, M. Rivadeneira, and J. Kriwet,.

### Fossiles
Selon Paleobiology Database en 2023, trois collections de fossiles du Pliocène italien, et deux du Miocène en Belgique et en Allemagne sont référencées.

### Synonymes
- Pachyscyllium distans,
- Scyllium distans,

- Premontreia (Oxyscyllium) acris,
- Premontreia (Oxyscyllium) aff. distans,
- Premontreia (Oxyscyllium) distans,
- Scyliorhinus aff. distans,
- Scyliorhinus distans,
- Scyliorhinus (Pachyscyllium) cf. distans,
- Scyliorhinus (Premontreia) distans,
- Scylliorhinus distans,
- Scyllium acre,
- Triakis acre.

## Description
Ces restes fossilisés sont présents dans les faluns de Bretagne[réf. nécessaire].

### Publication originale
- [Probst 1879] (de) J. Probst, « Beiträge zur Kenntniss der fossilen Fische aus der Molasse von Baltringen : Hayfische (Selachoidei A. Günther) », Jahreshefte des Vereins für vaterländische Naturkunde in Württemberg, Stuttgart, vol. 35,‎ 1879, p. 127-191 (ISSN 0368-4717, OCLC 1644672, lire en ligne). .